# Pararge catena
Pararge catena är en fjärilsart som beskrevs av John Henry Leech 1890. Pararge catena ingår i släktet Pararge och familjen praktfjärilar. Inga underarter finns listade i Catalogue of Life.